# 南青柳村
南青柳村（みなみあおやぎむら）は、滋賀県犬上郡にあった村。現在の彦根市甘呂町・開出今町にあたる。

## 地理
- 河川：犬上川

## 歴史
- 1889年（明治22年）4月1日 - 町村制の施行により、甘呂村・開出今村の区域をもって発足。
- 1942年（昭和17年）6月10日 - 彦根市に編入。同日南青柳村廃止。